# Kodiak
För andra betydelser, se Kodiak (olika betydelser).
Kodiak är en mindre stad i den amerikanska delstaten Alaska med en yta av 12,6 km² och en befolkning som uppgår till cirka 6 300 invånare (2000). 
Staden är belägen på Kodiak Island i mitten av den södra delen av delstaten, cirka 580 km sydväst om den största staden Anchorage.